# Toradi
Toradi è un comune dell'Azerbaigian situato nel distretto di Astara. Conta una popolazione di 820 abitanti.